# Alley Oop (Comic)
Alley Oop ist der Name der titelgebenden Figur eines Comicstrips des US-amerikanischen Zeichners Vincent T. Hamlin. Der Comic erscheint, fortgeführt von diversen Zeichnern, seit 1932.

## Handlung und Figuren
Der Höhlenmensch Alley Oop lebt im prähistorischen Königreich Moo, das sich in einer Dauerfehde mit dem benachbarten Königreich Lem befindet. Er hält sich einen Dinosaurier und hat eine Freundin namens Ooola. Weitere Figuren sind der König Guz und der in Reimen sprechende Foozy. 1939 kam mit Dr. Wonmug eine weitere Figur hinzu. Dieser hatte eine Zeitmaschine erfunden und war damit in Alley Oops Zeit gereist. Von da an benutzt auch Alley Oop die Zeitmaschine und erlebt Abenteuer in den verschiedensten Epochen.

## Veröffentlichung und Rezeption
Die erste Veröffentlichung von Alley Oop datiert auf 1932. Die erste Sonntagsseite erschien im September 1934. Hamlin hielt die Serie bis 1969. Danach übernahm sein bisheriger Assistent Dave Graue den Comic. Zu den späteren Zeichnern gehören Jack und Carole Bender.
Laut Andreas C. Knigge handelt es sich bei Alley Oop um einen herausragenden Strip. Franco Fossati sah in dem Comic eine satirische Spiegelung der amerikanischen Gesellschaft.
1960 hatten die Hollywood Argyles mit dem auf dem Comic basierenden Lied Alley-Oop einen Charterfolg in den Vereinigten Staaten.